# Kleinsaubernitz
Kleinsaubernitz, obersorbisch Zuborničkaⓘ, ist ein Ortsteil der Gemeinde Malschwitz im Landkreis Bautzen in Sachsen. Der Ort gehört zum anerkannten sorbischen Siedlungsgebiet. Zwischen dem 1. Januar 1994 und dem 1. Januar 2013 war Kleinsaubernitz ein Ortsteil der Gemeinde Guttau, vorher war der Ort eine eigenständige Gemeinde.

## Lage
Kleinsaubernitz liegt in der Oberlausitz, etwa 15 Kilometer Luftlinie nordöstlich der Kreisstadt Bautzen und ebenso weit westlich der Stadt Niesky. Umliegende Ortschaften sind die zur Gemeinde Hohendubrau gehörenden Ortsteile Dauban im Nordosten, Weigersdorf im Osten und Groß Saubernitz im Südosten, Dubrauke im Süden, Buchwalde im Südwesten, Guttau im Westen sowie Lömischau und Wartha im Nordwesten.
Kleinsaubernitz liegt an den Staatsstraßen 109 (von Bautzen nach Niesky) und 110 (nach Hochkirch). Der Ort ist Teil der Oberlausitzer Heide- und Teichlandschaft, der Ort grenzt an den heute als Badesee genutzten Olbasee. Östlich des Dorfes wird Kiessand abgebaut.

## Geschichte

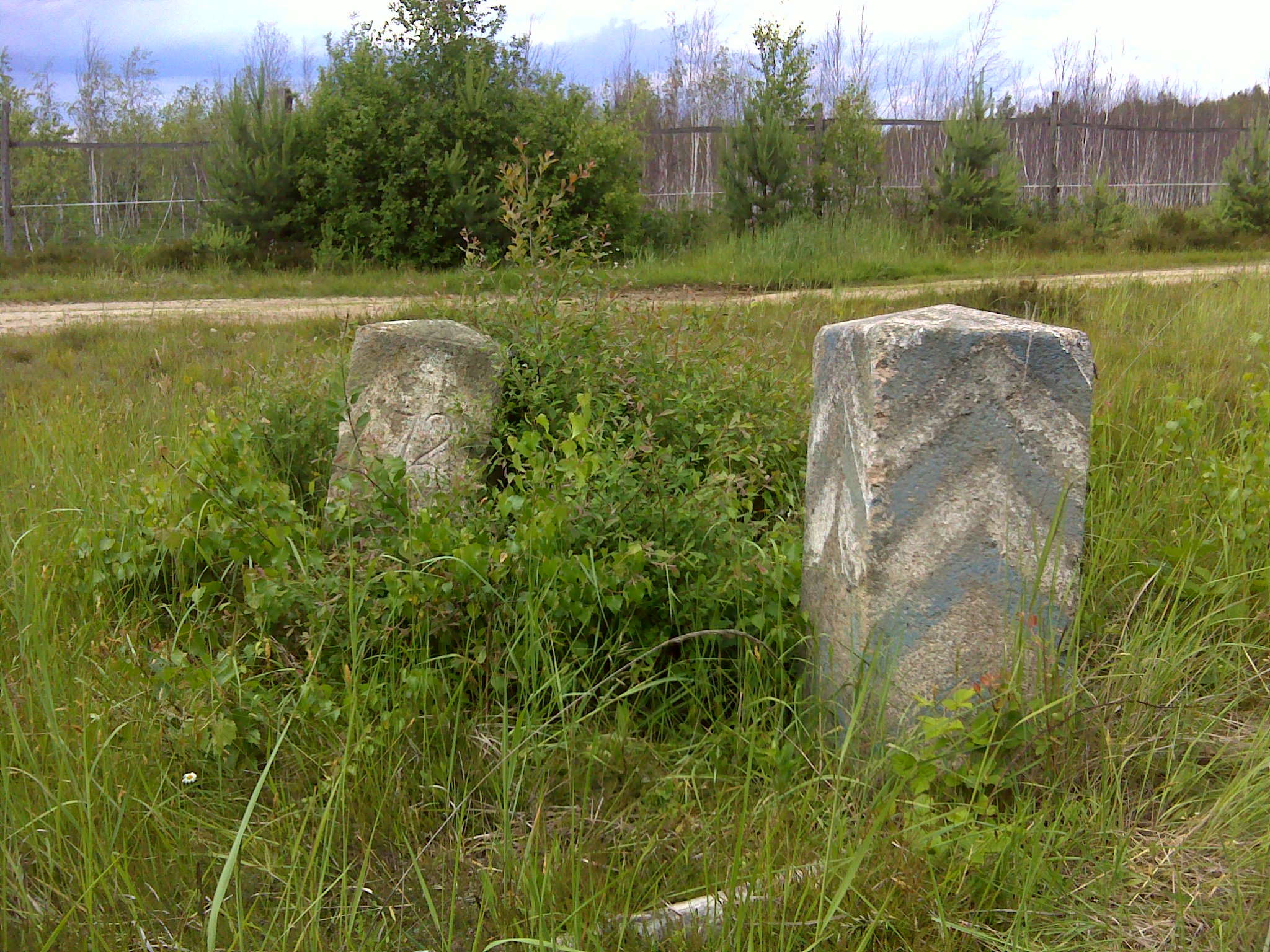
Ein Ort an der sächsisch-preußischen Grenze: Pilarpaar 72 als Zeitzeuge

Kleinsaubernitz wurde erstmals im Jahr 1419 als Zaubernicz parva in einer Urkunde erwähnt. Damit wurde der Ort später erwähnt als das benachbarte Groß Saubernitz, obwohl Kleinsaubernitz nach bisherigem Forschungsstand das ältere der beiden Dörfer ist. Für Kleinsaubernitz sind im weiteren Verlauf der Zeit die Ortsnamensformen Sawbernicz (1490) und Cleyne Sawbernicz (1504) erwähnt, 1658 wurde der Ort erstmals mit seinem heutigen Namen genannt. Arnošt Muka nennt 1928 den sorbischen Namen Zubernička. Abgeleitet sind sowohl die deutsche als auch die sorbische Ortsnamensform von dem altsorbischen Wort zubr für Wisent bzw. Ochse.
Das Platzdorf gehörte früher zum Rittergut Buchwalde und war als Teil dieser bis zum Oberlausitzer Pönfall im Jahr 1547 im Besitz der Stadt Bautzen. Danach kam Kleinsaubernitz in den Besitz der Herrschaft Baruth. Nach den Grenzänderungen nach dem Wiener Kongress blieb Kleinsaubernitz im Königreich Sachsen, allerdings verlief die Grenze nun in unmittelbarer Nähe zum Dorf. Nach dem Zweiten Weltkrieg lag Kleinsaubernitz in der Sowjetischen Besatzungszone und später in der DDR. 
Am 1. Juli 1950 wurde die bis dahin eigenständige Gemeinde Wartha mit ihren Ortsteilen Lömischau und Neulömischau nach Kleinsaubernitz eingemeindet. Am 25. Juli 1952 wurde die Gemeinde Teil des Kreises Bautzen im Bezirk Dresden. Nach der Wende lag der Ort im Landkreis Bautzen in Sachsen. Bei der sächsischen Gebietsreform von 1994 wurde Kleinsaubernitz nach Guttau eingemeindet und dem damals neu gegründeten Landkreis Bautzen zugeordnet. Bei der Kreisreform 2008 kam Kleinsaubernitz als Teil Guttaus in den heutigen Landkreis Bautzen. Am 1. Januar 2013 wurde die Gemeinde Guttau mit ihren Ortsteilen Brösa, Halbendorf/Spree, Kleinsaubernitz, Lieske, Lömischau, Neudorf/Spree, Ruhethal und Wartha in die Gemeinde Malschwitz eingemeindet.

## Bevölkerung und Sprache
Für das Jahr 1777 waren in Kleinsaubernitz neun besessene Mann, vier Gärtner und zehn Häusler verzeichnet. 1834 hatte der Ort insgesamt 160 Einwohner. Bis 1871 stieg die Einwohnerzahl in Kleinsaubernitz auf 245 Einwohner an, danach fiel die Einwohnerzahl zunächst stark ab, auf 168 im Jahr 1890, bevor sie im Zuge der Industrialisierung durch die Braunkohlegewinnung Anfang des 20. Jahrhunderts rasant anstieg. 1925 hatte Kleinsaubernitz 598 Einwohner, davon waren 571 Einwohner Evangelisch-lutherisch, 23 Einwohner katholisch und vier waren anderer Konfession. Danach blieb die Einwohnerzahl recht konstant, bis 1950 stieg sie jedoch aufgrund der Flüchtlinge aus den deutschen Ostgebieten auf 961 Einwohner an. Zur Wende hatte Kleinsaubernitz 642 Einwohner, heute (2016) sind es etwa 350 Einwohner. Somit ist Kleinsaubernitz größer als Groß Saubernitz, das nur 76 Einwohner (Stand: 2014) hat.
Für seine Statistik über die sorbische Bevölkerung in der Oberlausitz ermittelte Arnošt Muka in den 1880er Jahren für Kleinsaubernitz eine Bevölkerungszahl von 238 Einwohnern; davon waren 212 Sorben (89 %) und 26 Deutsche. Im 20. Jahrhundert ging der Anteil sorbischsprachiger Einwohner im Zusammenhang mit der Industrialisierung stark zurück, 1956 zählte Ernst Tschernik bei 928 Einwohnern noch 201 sorbischsprachige Einwohner sowie 54 Einwohner mit Sorbischkenntnissen (insgesamt 31,8 %), darunter waren 40 Kinder und Jugendliche.

## Kulturdenkmale

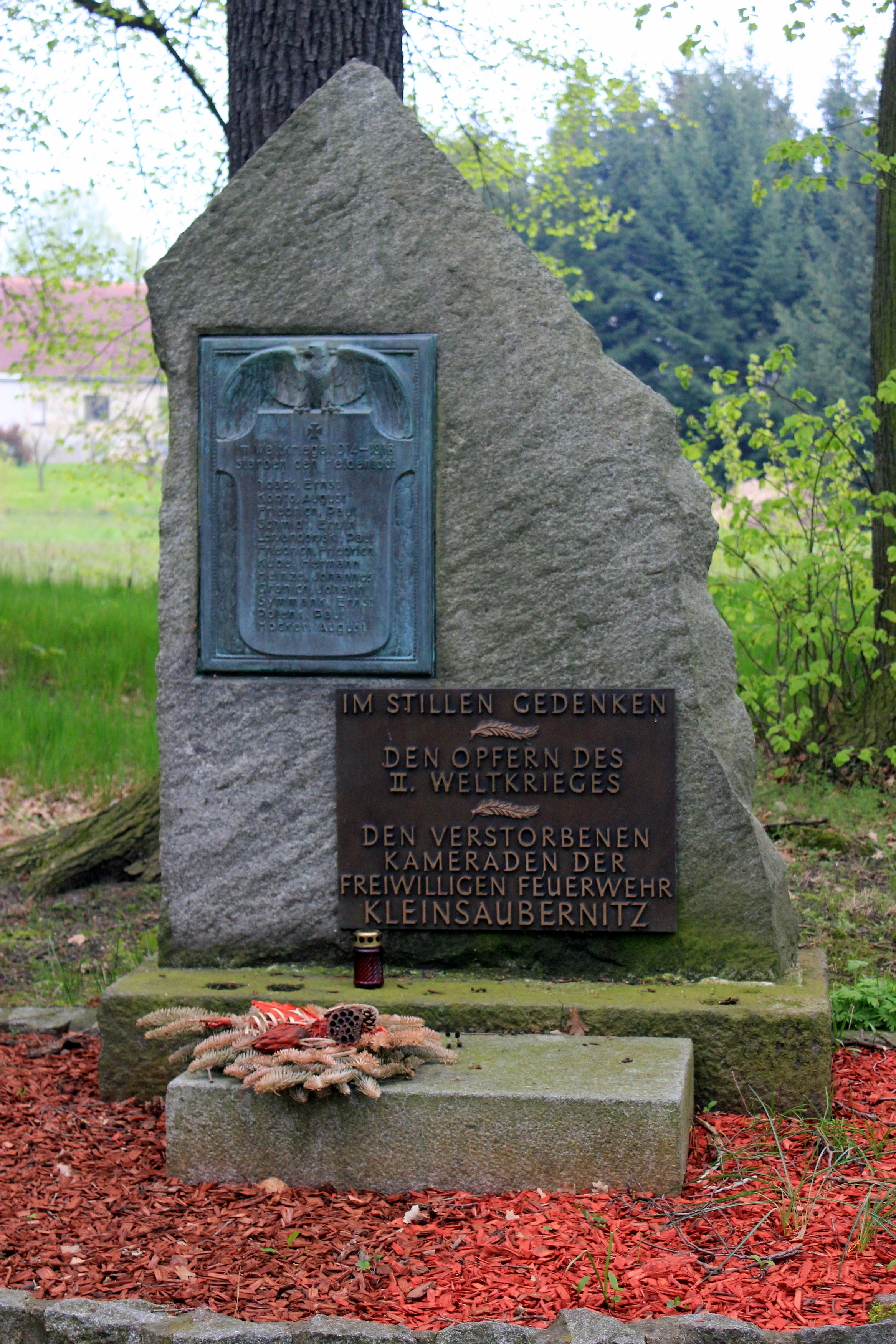
Denkmal und Kulturdenkmal: Kriegerdenkmal in Kleinsaubernitz